# 刘氏 (贞洁郡君)
刘氏（？—1216年），金朝女性人物，定海军节度使刘仲洙之女，许古之妻。
贞祐初年，许古带着全家侨居蒲城，后来留刘氏和她的孩子在蒲城，出仕朝中。既而，蒙古兵围蒲城，刘氏对两个女儿说：“你父亲在朝，现在兵势如此，事不可保。如果城破被驱，一旦被侮辱怎么办？不如全部赴死以自全。”不久，蒙古攻城紧急，于是刘氏与两个女儿相继自尽。有关部门就报告给朝廷，贞祐四年（1216年）五月，追封刘氏为郡君，谥号“贞洁”，其长女谥号“定姜”，次女谥号“肃姜”，以其事交付史馆。